# Маньковичі (парк)
Парк «Маньковичі» — парк у місті Столині Столінського району Берестейської області Білорусі, ботанічна пам'ятка природи загальнодержавного значення. Парк заснований в 1885 році за ініціативи княгині Марії Доротеї Радзивілл.

## Історія та опис
Парк «Маньковічі» є пам'яткою природи державного значення. Він був заснований у 1885 році Марією Доротеею де Кастелян Радзивілл. Розташовується парк на околиці міста Столина, площа парку близько 30 га. У 1904 році в знак подяки своїй матері Марії Доротеї Радзивілл, яка заснувала цей парк, її син Станіслав Радзивілл встановив в парку на узліссі центральної галявини великий символічний меморіальний камінь.
Парк «Маньковічі» розташований на лівому березі річки Горинь. У парку росло понад тридцять п'ять видів рослин: чорна сосна, північний дуб, біла ялиця, американська липа та інші.
У парк «Маньковічі» входять дві алеї. Головна алея проходить через весь парк, її ширина десять метрів, а довжина становить близько кілометра; алея засаджена рідко, клени ростуть через кожні десять метрів. Друга алея неширока, йде через парк по його північній околиці, починається вона на західній околиці парку від головної алеї.
Під час Німецько-радянської війни парк сильно постраждав: снарядами й осколками було пошкоджено близько 20 відсотків деревостану, загарбники вивезли оригінальні литі ворота парку. Після завершення війни в парку виконувалися роботи з порятунку пошкоджених дерев, благоустрою території. У парку розташовується Столинський районний краєзнавчий музей, музична школа. Парк «Маньковічі» — одна з головних визначних пам'яток міста Столин.